# (25001) Pacheco
(25001) Pacheco est un astéroïde de la ceinture principale.

## Description
(25001) Pacheco est un astéroïde de la ceinture principale. Il fut découvert le 31 juillet 1998 à Costitx par Ángel López. Il présente une orbite caractérisée par un demi-grand axe de 2,60 UA, une excentricité de 0,28 et une inclinaison de 19,0° par rapport à l'écliptique.

## Compléments